# 民社党
民社党（みんしゃとう、略称：民社、英: Democratic Socialist Party、略称: DSP）は、かつて存在した日本の政党。民主社会主義、右派社会民主主義政党である。
西尾末広、片山哲、水谷長三郎ら日本社会党を離党した右派の国会議員によって、1960年1月24日に結成された。結成時の党名は民主社会党（みんしゅしゃかいとう）。反共産主義・反ソ連を掲げる。1969年11月に改称し、1994年12月、新進党の結成に伴い解散した。

## 概説

### 結党

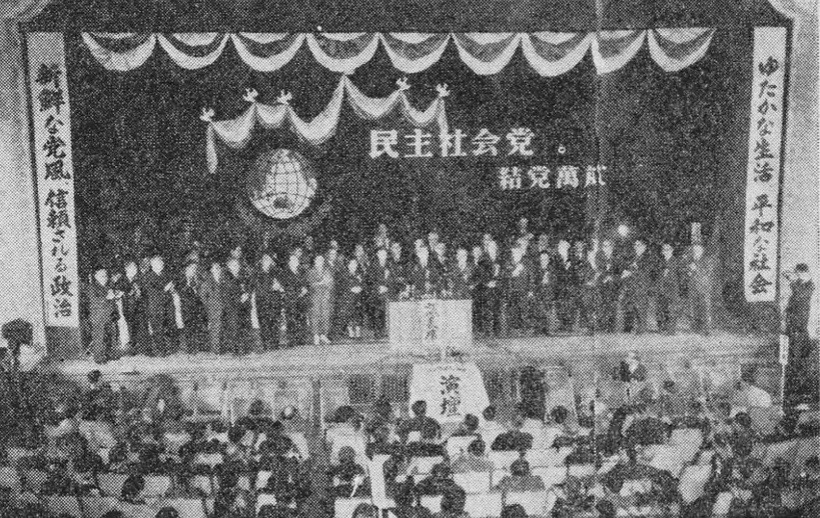
1960年1月24日、民主社会党の結党大会が九段会館で開催された。

1959年6月の参院選敗北の総括と60年安保闘争の運動方針をめぐり、日本社会党内で意見が対立した。同年9月12日、党大会が九段会館で開幕。大会2日目の9月13日、西尾末広の処分を統制委員会にかける決議案が賛成多数で可決された。同日夜、西尾、伊藤卯四郎、曽祢益、西村栄一、水谷長三郎、全労会議の滝田実議長らは九段の料亭に集まり、対策を協議。水谷は「社会党は駄目や。この歳になって新党つくるんもしんどいけど仕方ないな」と言った。同日夜、西尾は文化放送のラジオ番組「記者会見」に出演し、朝日新聞と読売新聞の記者に「現状から見て結局は新党をつくるほかはあるまい」と話した。同月14日昼、西尾はレストランアラスカに出向き、同紙政治部長と昼食を共にした。そしてビールの酔いにまかせて新党構想を打ち明けた。翌15日、朝日は一面で西尾派の新党結成を報道。ちょうど伊藤と曽祢が党内工作に取り掛かった時期だったため、伊藤は西尾に「大事なときにあんな発言は困ります」と抗議の電話をした。
延期されていた党大会は10月16日に再開。同日、西尾派の議員は再建同志会を結成した。同年10月18日、再建同志会は都市会館で総会を開き、「日本社会党に決別し、真の社会主義政党をつくる」との声明を発表した。10月25日、西尾派の議員が離党。11月25日、同じ右派の河上丈太郎派のうち、12人の議員が同調し、離党。
1960年1月24日、民主社会党（みんしゅしゃかいとう）の結党大会が九段会館で開催された。西尾が中央執行委員長（党首）に、曽祢が書記長に就任した。結党時の国会議員の参加者は衆議院38人、参議院16人。その後断続的に参加者があり、最終的に衆議院40人、参議院17人となった。1969年11月に民社党に名称を改称した。そして同年に党員向けの政治教育機関として富士政治大学校が創設され、初代委員長退任して常任顧問在任中の西尾が同校最高顧問に就任した。

### 民主社会主義と反共主義とCIA
民主社会主義に基づき、混合経済による福祉国家建設を掲げ、共産主義に対する強い敵意を特徴とした。自らを国民勤労者の党と規定し、「参加する福祉」・減量経営のための公務員削減・官公労のストライキ規制などを主張。
当初は駐留なき安保を唱え、のちには日米安全保障条約のより一層の強化、超法規発言で自民党政権に解任された栗栖弘臣元統合幕僚会議議長を支持して公認候補にするなど、有事立法制定を掲げて自民党以上に右翼的・タカ派的であったと評されるも、その一方で、憲法第9条改訂については反対して野党色の保持を図っていた。
アメリカ合衆国中央情報局（CIA）が、自由民主党有力者や、社会党右派を指すとみられる「左派穏健勢力」に資金提供し、民社党結成を促していたことが2006年7月18日、アメリカ国務省の外交史料集で公開された。結党までに7万5000ドルの資金援助があり、その後も毎年同程度の援助があったが、1964年に打ち切られたという。他、財界の支援を受けており、経団連が献金していた。ただし、経団連は自民党の十分の一という枠を設けていたため、基本的には労働組合からの支援額が割合としては大きかった。
「左右の全体主義と対決」を主張し、福祉国家建設、中産階級国家を理念としていた。党が掲げる「民主社会主義」とは、革命を否定して代議制民主主義を通じて労働者の権利擁護、福祉増進を行い、合法的・民主的に社会主義の理想を実現していこうとする立場であり、西欧・北欧の社会民主主義政党の理念を手本に、自らを国民政党と規定した。国際面では各国の社会民主主義・民主社会主義政党が参加する社会主義インターナショナルに加盟した。結党時は5年以内の政権獲得を目標としていた。
「左右の全体主義との対決」とは、共産主義とファシズムに反対するという意味だが、特に反共を優先し、日本共産党を厳しく批判した。当時は日本社会党もマルクス・レーニン主義を色濃く残しながら「社会民主主義」を掲げ始めており、その違いを強調するために、「民社党の掲げる民主社会主義」と社会民主主義は違うと主張した。
外交においても同様であり、ソ連を糾弾する一方で韓国、朴正煕政権やスペイン、フランコ政権など反共反ソで一致すれば権威主義的な体制も支持した。ソ連と同じ共産党独裁国家でも中ソ対立から当時米国に接近していた中華人民共和国に訪中団を派遣して「民社党は日中関係の正常化をはばむ反動勢力と対決して闘う」として一つの中国を支持する共同声明で日中国交正常化に一役を担い、チリ・クーデター（リチャード・ニクソン米大統領とCIAの支援を受けた軍部によるクーデターで選挙を通じて民主的に誕生した社会主義政府が崩壊）による新自由主義的なピノチェト政権成立の際に民社党代表としてチリを視察した塚本三郎衆院議員が同クーデターを「天の声」と絶賛するなど設立経緯からCIAと繋がりを持つ民社党の親米姿勢は鮮明だった。なお日本社会党はソ連、中国、北朝鮮、ベトナム、キューバなど東側諸国の独裁国家に親和的だったが、社会主義インターナショナルや西欧、北欧の社民主義政党は反共であると同時に、これらの軍事政権や開発独裁政権などを「支持しない」姿勢を示していた。
また、容共でマルクス・レーニン主義の総評や統一労組懇に対し、反全体主義、反共の労働組合である全日本労働組合会議（全労会議）を支持母体とし、1964年に全労会議が全日本労働総同盟（同盟）と改組された後も支持、協力関係は続いた。国の重要な安全保障を担う防衛や電力業界との繋がりが密で、そのため民社党も防衛力維持や原発推進に熱心であった。

### 国防と憲法認識
結党当初においては安保改定に反対するなど防衛問題では社会党右派に近い立場にあったが、日韓基本条約の批准では自民党に同調。さらに民社党ブレーンだった蠟山政道らがまとめた日米安保肯定論が発表された1968年以降は、自衛隊合憲・日米安保維持（ただし当初は「駐留なき安保」への転換、「事前協議」への拒否権付与を主張）・国会の常任委員会として防衛委員会の設置を主張するなどの方向に動いた。1970年代には自衛隊合憲確認の国会決議の必要性や有事法制の整備を唱えた。また、1986年に政府の国防会議を改組し、安全保障会議を設置する際には、その名称を「国家安全保障会議」とするよう唱えた。欧州社民主義政党と同じく、軍備を否定しない立場は、防衛関係労組との繋がりがあったことも要因となった。また政府の集団的自衛権解釈（保持しているが行使できない）を欺瞞的と言い切り、憲法上は行使が禁止されていないのだから、政策論として行使容認も含めた国民的議論を行うことを政府に呼びかけていた。
憲法への姿勢は、民社党系護憲団体「新護憲」（憲法擁護新国民会議）を設置するなど護憲の立場を取り、1960年代前半の内閣憲法調査会への参加も見送った。ただ、専守防衛に立つ自衛隊は合憲との立場をとり、社会党との違いを示した。1992年には論憲を前提に党内に「世界平和と憲法問題特別委員会」を設置し、翌年3月の同委員会の中間報告では憲法9条2項を改正し、自衛隊、文民統制の明文化や国際貢献の必要性を提言したが、支持労組の反発もあり、改憲が党の方針となることはなかったが、先述の通り集団的自衛権の行使は憲法上可能との立場をとっていた。一方、護憲団体だった「新護憲」は民社党解党後、「論憲会議」を経て、現在は改憲団体となり「創憲会議」に衣替えしている。
なお、「創憲会議」は2005年2月に「創憲」を考えるための提言書を発表。国旗・国歌の明文化、再軍備による積極的な国際貢献、徴兵制禁止、首相権限強化、改憲要件の緩和（国会の発議で三分の二以上の賛成を得れば国民投票は不要とするなど）などを提唱した。同年10月、この提言に基づき、「創憲会議　新憲法草案」を発表した。

### 中道提携と自民党・社会党との関係
1960年11月の衆院選では、40議席から17議席と大きく落ち込んだ。
1963年11月の衆院選では、14議席から23議席へと躍進した。
1967年1月の衆院選では、社会党への攻撃を展開し、23議席から30議席へと躍進した。
1970年代以降、公明党・新自由クラブ・社会民主連合の中道政党が伸長すると共に、これら諸政党と協力する姿勢を取った。特に公明党との「公民協力」は広く行われたものの、成果を出すまでには至らなかった。そうした中でも多党化傾向が進展した1970年代後半から1980年代半ばに掛けて党勢回復に結実。1983年12月の第37回衆議院議員総選挙では、追加公認を含めると衆院で結党時の党勢に迫る39議席を獲得した。中道結集こそが、1976年12月、1979年9月、1983年12月の衆院総選挙で、自民党を過半数割れさせる原動力だったとも指摘されている。それに気づいた自民党は、1980年6月、1986年7月に衆参同日選挙に打って出て、いずれも大勝する。これは、同日選にすることで参院で選挙協力が成立しても、衆院の選挙区では議席を争うことになり、勢力結集が極めて困難になるためである。
社会党とは何度も和解の試みがなされ、選挙協力も行ったが、民社党は原発・日米安保容認を要求するのが常であった。社会党は民社党、公明党の要求に沿い、共産党と距離を置き、中道左派による野党連携を取ろうとした。これを「社公民路線」と呼ぶ。
しかし、民社党と公明党は1970年代から国対政治を始めた自民党の田中角栄らとの連携を築いたため、「自公民路線」と呼ばれた。
1987年の連合結成により、社公民3党は再び接近し、1989年7月の参院選、1990年2月の衆院選、1992年7月の参院選では社公民協力のため連合による「連合の会」統一候補が立てられたほか、社会党・民社党・社民連の歴史的和解と再統合も議論された。
しかし、各選挙で社会党が伸長、逆に民社党は惨敗し、「連合の会」統一候補も民社党系は軒並み落選した。このため、両者の関係悪化は決定的となった。
1989年参院選直後の内閣総理大臣指名選挙で、与野党逆転した参議院では社会党の土井たか子委員長が指名された（衆議院の優越により、自民党の海部俊樹が選出）。決選投票では、野党の多くは共産党も含め土井に投票したが、民社党は白票を投じた。

### 公明党に対する認識の差異
公明党との距離をめぐっては、党内に対立があった。西村栄一、佐々木良作、永末英一などは公明党との連携を主張し、中道新党構想を提唱したり、社公民路線を目指したのに対し、春日一幸、塚本三郎、大内啓伍などは公明党と距離を置き、自民党と連携しようとした。
公明党との連携派は衆議院中選挙区制のもとで、同じ選挙区に公明党候補がなく、公明党（創価学会）の全面支援で議席を得た議員が多いのに対し、公明党と距離を置いたグループは、同じ選挙区で公明党と議席を争った議員が多い。ただ、1970年代以降、民公両党間の一部で選挙協力を行い、中道勢力の連携を図った。

### 非自民・非共産政権への連立参加、解党
1993年7月の第40回衆議院議員総選挙で自民党が過半数を割り、同年8月、社会・新生・公明・日本新・民社・さきがけ・社民連・民改連の8党派による細川内閣が発足して民社党は初めて与党となった。民社党委員長の大内啓伍が厚生大臣に就任し、入閣した。前々年第12回統一地方選挙で民社党現職として再選果たした足立区議の逸見英幸と港北区選出神奈川県議の計屋圭宏と守山区選出愛知県議の青木宏之_(政治家)は、新生党新人として衆院選出馬（民社党を円満離党の逸見と除名された青木の区には民社党候補不在で逸見は落選し青木は当選、計屋は91年再選から数カ月後に離党し保守系無所属一人会派「自由県政クラブ」設立、衆院選では山田智信という民社党新人と共倒れ、半年後にプロボクサー大場政夫に入場テーマスポーツ行進曲作曲の『題名のない音楽会』司会者黛敏郎も賛助会員となる新生党横浜市連発足に参加し副会長就任）、連合大阪法律顧問や92年参院選・大阪連合候補の西村眞悟は新生党推薦の民社党新人として当選。
続く羽田内閣でも大内が厚相に留任したが、発足直後に社会党が連立政権から離脱し、羽田内閣は少数与党政権に転落。わずか2ヶ月で退陣に追い込まれ、自社さ連立政権の村山内閣発足により、民社党は10ヶ月で野党に転落した。
同年12月、新進党結党により解党し、約35年の歴史に幕を下ろした。35年間、遂に結党時の議席数を超えられないままであった。なお、新進党への公明党・創価学会の参加に反発した塚本三郎、大内啓伍ら（それぞれ霊友会、立正佼成会から支援を受けていた）は新進党に参加せず、自民党へ入党した。
旧民社党系勢力は、新進党への合流にあたり、新党に社会主義インターナショナルへの加盟を求めたものの却下された。

### 解党後

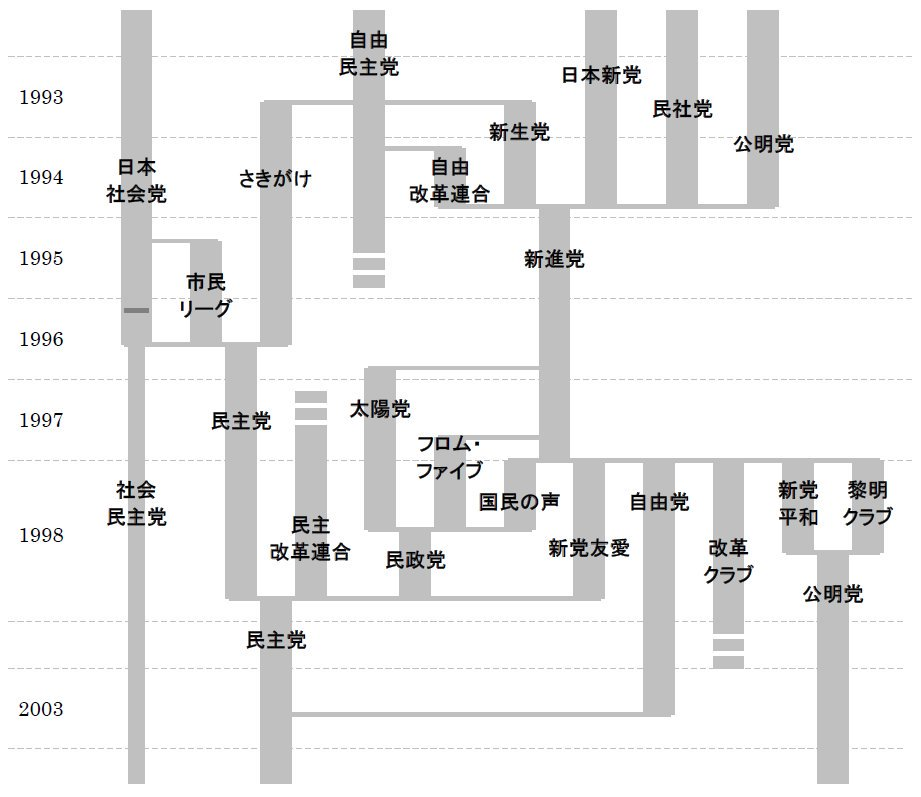
1990年代の政党の離合集散

民社党解党と同時に政治団体「民社協会」が結成され、大半の議員が新進党に合流。新進党解党後は、多くが新党友愛、民主党、民進党を経て国民民主党に参加した。一部、自民党に移籍した者もいる。
民社党全国青年部は国際社会主義青年同盟（IUSY）に加盟していたが、民社党の解党後は民社ゆーす2001（後に「民社ユース」）と改称した。2003年に解散し、IUSY加盟権のみを継承し民社ユースとは無関係という形で社会主義青年フォーラムが結成された。なお、社会主義青年フォーラムは、2005年7月から9月にかけて旧民社系の役員が辞任や脱退し他の役員に交代。その後、2006年1月のチリ大統領選に関する声明で、チリ社会党候補ミシェル・バチェレの当選を歓迎し、1973年9月11日のチリ社会党サルバドール・アジェンデ政権に対するアウグスト・ピノチェトのクーデターを民社党が擁護したことにつき誤りであった旨を公式に示したが、その後2008年3月の臨時総会をもって解散した。民社ユース末期から解散にかけて、構成員の大多数は民社人権会議に結集、以前から取り組んでいた北朝鮮による日本人拉致問題をバックアップする運動に参加した。
国会では2016年の第24回参議院議員通常選挙で直嶋正行が、2017年の第48回衆議院議員総選挙で川端達夫と高木義明が、2022年の第26回参議院議員通常選挙で柳田稔が引退したため、民社党での国会議員歴のある現職議員は国会から姿を消すこととなった。ただし、民社党で地方議員を務めていた経歴のある現職国会議員として立憲民主党の渡辺周（民社党時代は静岡県議会議員）と自民党の高木啓（民社党時代は北区議会議員）がいるほか、民社党での党員歴のある現職国会議員に国民民主党の川合孝典、自民党の山谷えり子（民社党から参院選立候補歴あり）、立憲民主党の熊谷裕人（民社党から参院選立候補歴あり）、日本保守党の河村たかしがいる。

## 党名改称問題
1985年4月、党委員長となった塚本三郎は、「民社党」の党名から社会主義を連想する「社」の部分を外し、「民主党」などに改称しようとしたが、春日一幸、佐々木良作らに猛反対されて実現されなかった。
永末英一が委員長になると、「われわれは、ソーシャリストの集団です」と言明し、原点回帰を目指したが、米沢隆らは「民社の『社』は社会ではなく会社の『社』」と反論した。大内啓伍委員長時代も党名から「社」を外し「民主党」などに変えようとしたが、古参幹部や学者、同盟系労組の反対で頓挫。それに替わって、大内は「民主社会主義」「社会主義」の文言を極力使わない手法を用い、“社会主義離れ”を図った。
社会主義を避けたがる勢力と、あくまで民主社会主義の正統派たらんとする勢力に二分されたことが、この党の性格を曖昧でわかりにくいものにした。このため、ブレーンの学者の中にも、「民主社会党ではなく、民間会社党になってしまう」との嘆きが聞かれたこともある。
その一方で、この曖昧さが共産主義にも資本主義にも与しない独自路線であるともいえ、また創価学会という後ろ盾を持つ公明党との差別化がなされていた。

## 北朝鮮拉致問題での役割
最初に北朝鮮の拉致疑惑を国会で取り上げたのは、1988年1月の衆議院本会議における当時の民社党委員長塚本三郎の代表質問である（1980年の公明党参議院議員の和泉照雄が拉致問題に連なるアベック失踪事件に関して参議院決算委員会で質問をしたことがあるが、質疑応答において北朝鮮という国名は出なかった）。その後も、西村眞悟や荒木和博など旧民社党関係者が積極的に拉致被害者救出のための活動に取り組んでいる。また、民主党政権発足後は拉致問題担当大臣に中井洽、柳田稔、中野寛成、田中慶秋と旧民社党の出身者が就任した。

## 政策の歴史

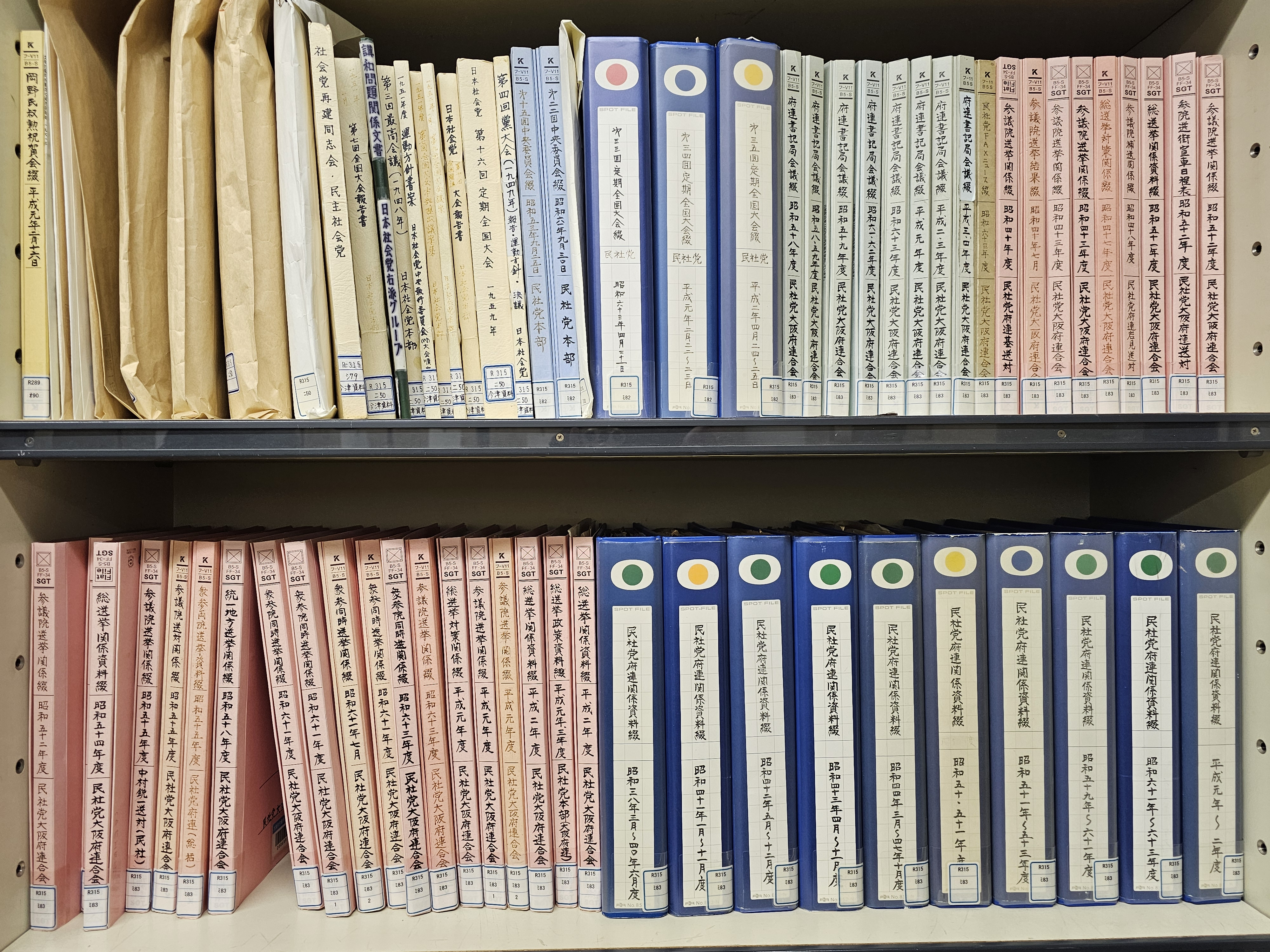
民政党大阪府連合会資料群エル・ライブラリー（大阪産業労働資料館）所蔵品。

### 1960年代
（以下、『民社党の光と影』を参照）
「その理念は、民主社会主義に基づき、資本主義をあらため、左右の全体主義に対決し、個人人格の自由な発展をもたらす社会の実現」である。
「そのための改革の目標は、政治の秩序、経済の秩序、社会生活の秩序、教育と文化、国際秩序にあり、この変革を通じて福祉国家を建設する。特に外交と安全保障については、自主独立の立場から、自国を守るためには最小限の自衛措置を必要」とする。
1. 「西欧の社会主義政党が参加している社会主義インターの反共産主義の立場」を採る[32]。
  - 「自由で民主的な社会、公正な福祉社会をめざした民社党にとって許されざるものは左右の全体主義であった」[32]。
2. 「議会制民主主義に立って暴力の連鎖になる革命論を否定」[32]。
  - 「審議拒否は原則として行わず、審議を尽くす。つまり反対の法案であっても社会党のように、暴力的な阻止活動はしない」[32]。
  - 1967年10月8日、新左翼による暴力的街頭デモを批判し、「破壊と革命の学生運動から、創造と改革の学生運動へ」をスローガンとした[32]。
  - 「社会党のように対案を示さず『反対のための反対』をすることはしない、という方針」[32]。
3. 「階級を超え、すべての国民に支えられる国民政党にならなければ政権党にはなれないと主張」[32]（「階級的大衆政党」論[33]）。
  - 階級革命論のような絶対主義を否定し、二者以上の相互に存在を認め共存することを前提とする相対主義を採用。
4. 「国防に対する現実的な路線…自衛隊の存在の肯定」[32]。
5. 「院外の大衆運動は議会政治の補完」[32]。
  - 「民社党は、他の野党との「院内共闘」はやっても、院外共闘は原則としてやらなかった。」[32]。
6. 「政党と労組との関係に節度を保ち、相互の支配関係を否定」[32]。
7. 「野党の国際活動に自制的態度をとり、いわゆる「超党派外交」を推進」[32]。

### 1970年代
1. 責任野党路線を強調。1978年運動方針では「伯仲時代の野党に対する要請は、その決断と行動が、国民生活や政府の重要な政策決定に、より直接的な影響を及ぼす事態が増大し、したがって政党間の思想的、政策的相違の存在を前提としつつも、その相違を強調しあうことよりも、お互いの共通点を追求することによって、国家や国民の現実的利益を守ろうとする立場にたつことである」とされている[32]。国家と国民にとってプラスであれば、与党提案であったとしても、民社党は推進するのである[32]。これについて、梅澤昇平教授によれば、「与党自民党にとっては『単独採決』で押し切ったのかどうかが気になるところであった。世論を押し切って、１党だけで強行した、というのはまずい。少なくても外国との関係では最悪のパターンとなる。そこで、民社党が審議に応じてくれるかどうかに強い関心があったようだ。」と評論している。条約の締結においては、自民党だけでなく、野党のうち一つが賛成することが外務省の省益になることもあり、自民党外交部から重宝された時代でもあった。
2. 牛歩戦術の否定[32]。
3. あくまで政権交代をめざすことを維持。結党時に「政権をとらぬ政党はネズミをとらぬネコのようなものであり、ナンセンスである」と西尾末広委員長は演説したが、万年野党を批判し、政界再編を目指す[32]。ただし、共産党との共闘は排除する。
4. 公明党との本格的な選挙協力を展開。これは「公明党の協力なしでは当選できない議員ができた」ためである[32]。
5. 有事法制の整備。1978年、栗栖弘臣統幕僚長の発言を受けて、陸海空の3幕僚長を聴取し、有事法制の整備の先頭に立った。当時、自衛隊は有事でも交通信号を守らなければならないといった信じられない状況が続いていたのであり、そこで自衛隊員を守るための法整備に着手したのが民社党である。

### 1980年代
1. 「勤労者の福祉国家建設構想」を維持[32]。
2. 消費税法案は条件闘争とし、法案成立を認める。その条件としてサラリーマンへの課税偏重を是正する税制案を引き出したことで知られる[32]。また弾力条項を導入したのも民社党である。
3. 昭和天皇崩御にともない、「民社党は日本の伝統の要である皇室に対して最大限の敬意を評した」[32]。
4. マルクス主義のいう「国家悪」理論を否定するとともに、ルソー流の国家論を否定し、ラスキの多元的国家論に接近[32]。「権力機構としての国家自体は、なんらの道徳的価値をもつものではない」ことを党の基本原理としており、マルクス主義に対抗している[32]。また、国民共同体である国家の存在を重視するので、安全保障政策も現実的路線を重視するようにと理論的に導き出していた[32]。非武装政策を否定し、現実的な平和論に依って立つ。そのため当初は日米安保体制に消極的であったが、しだいに積極的評価へ転換する[32]。
5. 産業政策を推進し、石油ショックという問題に対応して特別立法を制定[32]。自由市場優先の自民党、国有国管の社共と異なり、自由市場を基本としつつ、政府が外部不経済を補正するという路線を採る[32]。
6. 教育臨調を提唱し、中曽根内閣時に推進された[32]。
7. 大学基本法を提唱し、教育基本法を改正[32]。
8. 謝罪外交を批判。
9. 老人保健法制定に賛成。老人医療の安定化を目指したが、この点では社共から攻撃を受けていた[32]。
10. 大きな政府から効率的な政府への転換。小さな政府ではなく、行政改革による効率性を重視する。ただし、「党として新自由主義を肯定したことはない」[32]。

### 1990年代
1. 「民主社会主義の理念は、「自由、公正、友愛」の理念であると定義」[32]。社会主義インターが1989年に定めた「民主社会主義は自由、社会正義、連帯を求める国際的運動である」という定義に合致している。
2. 英国労働党にならい、第三の道を模索する。これは多元的な政治思想の模索なのであり、「全てが一致することはない。むしろ、すべてが一致することは『おかしい』と認識するのが民主社会主義の思想的系譜の伝統である」と眞鍋貞樹教授が端的に民主社会主義の理念を記している[32]。
3. タブーなしの憲法論議の推進[32]。ただし、「さすがの民社党も憲法改正については党内はまとまらず、改正論議はタブー視しないに留まっている」とある（p.169）[32]。なお民社党出身の川端達夫は2017年に「憲法を変えさせてはいけないということ。憲法を子や孫の代まで引き継いで手渡したい。」と述べているが[34]、民社党と語る会の創憲主義との間に齟齬がある。
4. 非武装中立路線などの幻想的政策を排除して、現実的安全保障政策を推進。1992年、国連のカンボジアへのPKO派遣について、自由民主党、民社党、公明党の三党で二年近くかけて法案を成立させた[32]。対する社会党は憲法違反として牛歩戦術を採用した。しかし、民社党は「国際貢献のためには人的貢献が不可欠であること、その中心は自己完結できる自衛隊以外にはないこと、憲法条文にも、国際社会で名誉ある地位を占めたいと思う、とあり、憲法の精神に合致すること」を理由にして、PKOへの自衛隊の派遣を政府に要求したのである。
5. 民社党は「創憲」、公明党は「加憲」を党是としていた。政策研究フォーラム（旧民社研）の法律学者や民社党と語る会のメンバーが創憲会議をつくり、『新憲法草案』を平成18年に発表している[32]。

### 2000年代
1. 民主党の旧民社党議員によって構成される「創憲会議」により『新憲法草案』が公表されている（2005年）。これは『国を創る 憲法を創る―新憲法草案』という題が付され、市販されている。前文と序章、計 11 章 116 条で構成されている。序章、第1章天皇、第2章権利および義務、第3章立法権、第4章執政権、第5章司法権、第6章憲法裁判所、第7章財政、第8章地方自治、第9章改正、第10章最高法規となっている。『「日本型・第三の道」を求めて』という章では、自民党の憲法草案との比較がされている。

### 民社党の防衛政策
1. 1965年、国会に常任の防衛委員会を設置するように働きかけ、26年をかけて、1991年に実現している[32]。シビリアン・コントロールを確立した。
2. 1968年、『自主防衛の五原則』を発表し、1970年に中曽根防衛長官が「専守防衛」という概念を採択した[32]。
3. 1978年、有事法制度の整備を要求し、25年をかけて、2003年の武力攻撃事態対処法として実現した[32]。
4. 1985年、防衛予算の「総額明示方式」を採用し、当時GNP1％枠内に押し込められていた防衛予算の拡大を達成[32]。
5. 政府解釈を変更して集団的自衛権を行使できるようにした方がよいのではないかという提言を「民社党と語る会」より受け、党の方針の一つとした[32]。
6. 憲法改正については「さすがの民社党も憲法改正については党内はまとまらず、改正論議はタブー視しないに留まっている」としている[32]。

## 役職

### 歴代の中央執行委員長（党首）
| 代 | 委員長 | 委員長     | 在任期間                                       |
| -- | ------ | ---------- | ---------------------------------------------- |
| 1  |        | 西尾末広   | 1960年（昭和35年）1月 - 1967年（昭和42年）6月  |
| 2  |        | 西村栄一   | 1967年（昭和42年）6月 - 1971年（昭和46年）4月  |
| 3  |        | 春日一幸   | 1971年（昭和46年）8月 - 1977年（昭和52年）11月 |
| 4  |        | 佐々木良作 | 1977年（昭和52年）11月 - 1985年（昭和60年）4月 |
| 5  |        | 塚本三郎   | 1985年（昭和60年）4月 - 1989年（平成元年）2月  |
| 6  |        | 永末英一   | 1989年（平成元年）2月 - 1990年（平成2年）4月   |
| 7  |        | 大内啓伍   | 1990年（平成2年）4月 - 1994年（平成6年）6月    |
| 8  |        | 米沢隆     | 1994年（平成6年）6月 - 1994年（平成6年）12月   |

- は民社党が政権獲得した時点での代表。
- は民社党が政権を失った時点での代表。

### 歴代の中央執行委員会、執行部役員表
| 民社党中央執行委員会 | 民社党中央執行委員会 | 民社党中央執行委員会                | 民社党中央執行委員会 | 民社党中央執行委員会 | 民社党中央執行委員会 | 民社党中央執行委員会 | 民社党中央執行委員会 |
| 大会                 | 中央執行委員長       | 中央執行 副委員長                   | 執行部書記長         | 政策審議会長         | 国会対策委員長       | 参議院議員会長       |                      |
| -------------------- | -------------------- | ----------------------------------- | -------------------- | -------------------- | -------------------- | -------------------- | -------------------- |
| 1                    | 西尾末広             | —                                   | 曾禰益               | 今澄勇               | 春日一幸             | 天田勝正             |                      |
| 4                    | 西尾末広             | 伊藤卯四郎                          | 西村栄一             | 竹本孫一             | 佐々木良作           | 天田勝正             |                      |
| 8                    | 西村栄一             | —                                   | 春日一幸             | 竹本孫一             | 佐々木良作           | 天田勝正             |                      |
| 10                   | 西村栄一             | —                                   | 佐々木良作           | 竹本孫一             | 池田禎治             | 向井長年             |                      |
| -                    | （佐々木良作）       | —                                   | 佐々木良作           | 竹本孫一             | 池田禎治             | 向井長年             |                      |
| 13                   | 春日一幸             | —                                   | 佐々木良作           | 竹本孫一             | 池田禎治             | 向井長年             |                      |
| 15                   | 春日一幸             | 小平忠 中村正雄                     | 佐々木良作           | 竹本孫一             | 池田禎治             | 向井長年             |                      |
| -                    | 春日一幸             | 小平忠 中村正雄                     | （塚本三郎）         | 竹本孫一             | 池田禎治             | 向井長年             |                      |
| 16                   | 春日一幸             | 小平忠 中村正雄 佐々木良作          | 塚本三郎             | 竹本孫一             | 池田禎治             | 向井長年             |                      |
| 17                   | 春日一幸             | 小平忠 中村正雄 佐々木良作          | 塚本三郎             | 河村勝               | 佐々木良作           | 向井長年             |                      |
| 18                   | 佐々木良作           | 小平忠 中村正雄                     | 塚本三郎             | 大内啓伍             | 玉置一徳             | 向井長年             |                      |
| -                    | 佐々木良作           | 小平忠 中村正雄                     | 塚本三郎             | 大内啓伍             | 永末英一             | 向井長年             |                      |
| 19                   | 佐々木良作           | 小平忠 中村正雄 向井長年            | 塚本三郎             | 大内啓伍             | 永末英一             | 三治重信             |                      |
| 20                   | 佐々木良作           | 小平忠 中村正雄                     | 塚本三郎             | 大内啓伍             | 永末英一             | 三治重信             |                      |
| 22                   | 塚本三郎             | 永末英一                            | 大内啓伍             | 米沢隆               | 小沢貞孝             | 藤井恒男             |                      |
| 24                   | 永末英一             | 河村勝 三治重信 抜山映子            | 米沢隆               | 中野寛成             | 吉田之久             | 藤井恒男             |                      |
| -                    | 永末英一             | 河村勝 三治重信 抜山映子            | 米沢隆               | 中野寛成             | 神田厚               | 藤井恒男             |                      |
| 25                   | 大内啓伍             | 田渕哲也 西村章三 抜山映子          | 米沢隆               | 中野寛成             | 神田厚               | 吉田之久             |                      |
| -                    | 大内啓伍             | 田渕哲也 西村章三 抜山映子          | 米沢隆               | 中野寛成             | 青山丘               | 吉田之久             |                      |
| 27                   | 米沢隆               | 吉田之久 安倍基雄 西村章三 抜山映子 | 中野寛成             | 伊藤英成             | 青山丘               | 吉田之久             |                      |

### 閣僚経験者等
（）内は入閣直前の党役職
細川内閣
- 国務大臣

厚生大臣：大内啓伍（中央執行委員長）
- 政務次官

文部政務次官：安倍基雄
建設政務次官：伊藤英成
羽田内閣
- 国務大臣

法務大臣：中井洽 1994年5月8日 -
厚生大臣：大内啓伍（中央執行委員長）
防衛庁長官：神田厚（国会対策委員長）
- 政務次官

大蔵政務次官：北橋健治
文部政務次官：勝木健司

## 党勢の推移

### 衆議院
| 選挙         | 当選/候補者 | 定数 | 備考                     |
| ------------ | ----------- | ---- | ------------------------ |
| （結党時）   | 40/-        | 467  |                          |
| 第29回総選挙 | 17/105      | 467  |                          |
| 第30回総選挙 | 23/59       | 467  |                          |
| 第31回総選挙 | 30/60       | 486  |                          |
| 第32回総選挙 | 31/68       | 486  | 追加公認+1               |
| 第33回総選挙 | 19/65       | 491  | 沖縄社会大衆党より移籍+1 |
| 第34回総選挙 | 29/51       | 511  |                          |
| 第35回総選挙 | 35/53       | 511  | 追加公認+1               |
| 第36回総選挙 | 32/50       | 511  | 追加公認+1               |
| 第37回総選挙 | 38/54       | 511  | 追加公認+1               |
| 第38回総選挙 | 26/56       | 512  |                          |
| 第39回総選挙 | 14/44       | 512  |                          |
| 第40回総選挙 | 15/28       | 511  | 追加公認+4               |

### 参議院
| 選挙           | 当選/候補者 | 非改選 | 定数 | 備考                   |
| -------------- | ----------- | ------ | ---- | ---------------------- |
| （結党時）     | 17/-        | -      | 250  |                        |
| 第6回通常選挙  | 5/24        | 7      | 250  |                        |
| 第7回通常選挙  | 3/21        | 4      | 250  |                        |
| 第8回通常選挙  | 7/16        | 3      | 250  |                        |
| 第9回通常選挙  | 6/11        | 7      | 252  |                        |
| 第10回通常選挙 | 5/14        | 5      | 252  |                        |
| 第11回通常選挙 | 6/11        | 5      | 252  |                        |
| 第12回通常選挙 | 6/11        | 6      | 252  | 死去-1、追加公認+1     |
| 第13回通常選挙 | 6/32        | 6      | 252  | 追加公認+1             |
| 第14回通常選挙 | 5/27        | 7      | 252  |                        |
| 第15回通常選挙 | 3/25        | 5      | 252  | 追加公認+1             |
| 第16回通常選挙 | 4/20        | 5      | 252  | 当選無効-1、追加公認+1 |

（参考文献：石川真澄（一部山口二郎による加筆）『戦後政治史』2004年8月、岩波書店・岩波新書、ISBN 4-00-430904-2）
- 当選者に追加公認は含まず。追加公認には会派に加わった無所属を含む。

## 民社党と文化人
民社党は文化人が関わることが多かった。1962年4月には、『人生劇場』を描いた尾崎士郎、日本ミュージカルの草分けを担った菊田一夫、NHKの長寿番組『国会討論会』（現『日曜討論』）の司会を務めた唐島基智三、平林たい子文学賞でおなじみの平林たい子など文化人たちが「民社党を励ます会」を発起している。平林たい子は、民主社会協会の理事も務めている。また、民社党はキャンペーンガールを公募していた時期もあり、その中からは女優の市川翔子や、のちにブルーリボン賞主演女優賞に飾られた片岡礼子などを輩出した。

## 評価
1980年代後半から1990年代になると党勢が行き詰まり、看板の政策理念だった「福祉国家」路線も、日常生活に密着した個別具体的な福祉施策としては公明党の福祉社会トータルプランに先を越され、かつて福祉国家を完全否定していた共産党・社会党左派や、別の角度から否定していた自民党と中央・地方官庁も、生活要求型の福祉スローガンを掲げたため次第に独自性を失っていった。
そこで民社党は「労働福祉」をメインとする観点から転換を模索した。「消費者」に的を絞り、宮澤内閣が打ち出した資産倍増論のベースだった「生活大国づくり」より数年前に、「生活先進国づくり」という概念を打ち出した。組織労働者もしくは未組織を含めた労働者を軸としながらも、そこには収まりきらない幅広い層の国民にアピールすることを狙った民主社会主義の新解釈とも言えた。経済力は世界第二位ながら、庶民の暮らしぶりはその水準に達しないのは、消費財を含む内外価格差のためであることに目をつけた。しかし自民党との連立志向が強い春日・塚本・大内派と、社公民連による政権交代を目指し社会党の現実路線転換の遅れに目をつぶる佐々木・永末・米沢派の抗争が激化し、十分に議論を深められなかった。
1987年の連合結成による労働運動の理念的統一で、それ以降、社会党、民社党、社民連、連合参議院（のちの民主改革連合）などと、社会民主主義＝民主社会主義勢力結集の社会的基盤が整い、ようやく西欧的福祉国家路線の国づくりをする土台ができあがろうとした時期はあった。しかし社会党が、結果として与党・自民党の議席ではなく他の野党の議席を奪ったために、「社公民路線」の社会民主主義勢力を主体とした政権交代の可能性をさらに遠ざけてしまった。さらに近親憎悪もあり、民社党は「社公民路線」による非自民・非共産連立政権成立と政策転換を捨て、「自公民路線」プラスアルファの「政策転換なき政権交代（自民党勢力内の権力闘争）」に巻き込まれていった。1990年代前半の「政治改革」と称する流れの中で、社会党も委員長が、国対政治に肯定的な田邊誠、山花貞夫と変わり、連合会長の山岸章も加わって、小沢一郎グループとの連携を選択して、小選挙区制導入に邁進した。
ただし、社会民主主義＝民主社会主義は、ヨーロッパ各国で1990年代以降も続々と社会民主主義＝民主社会主義政党による中道左派政権が誕生するなど、新自由主義的経済政策による格差拡大などの市場の失敗が批判される中で、対立軸として価値が見直された。また敵対していた共産主義は、1980年代以降の冷戦の終結および東欧・ソ連共産圏の崩壊により衰退し、日本でも大きく力を失った。一方で、民社党に代表される中道勢力自体は衰退したものの、新進党解党後に発足した新党友愛が母体の一つとなった民主党は自民党に対抗する2大政党としての立場を確立。また、民主党が掲げる理念には民主中道など民社党の理念に近い部分もあり、さらに労働運動においても連合の方針はほぼ同盟のものを踏襲しており、結果として民主党・連合の中に民社党・同盟のスタンスが承継されたと捉えることもできる。
2016年に民主党から改称し結成された政党である民進党は、2017年の衆院選直前に小池百合子代表率いる希望の党と枝野幸男代表率いる立憲民主党に事実上分裂した。2018年5月7日には希望の党所属の衆議院議員の大半と参議院の民進党議員が中心となって国民民主党を設立した。その際参議院民進党に在籍していた旧総評系の組織内議員や一部のリベラル系議員は民進党を離党して立憲民主党に参加した。国民民主党に残留した連合の組織内議員は旧同盟系が大半となり民社党・同盟の流れは国民民主党に受け継がれることになった（その後、2020年に旧・国民民主党は新・国民民主党と新・立憲民主党に再度分割されたが、民社協会は新・国民民主党と協力・交流関係にある）。